# Bolo alimenticio
El bolo alimenticio es el resultado de la trituración del alimento por los molares mediante el proceso de masticación, al que se añade la salivación, o mezcla con la saliva, la cual inicia la degradación de los glúcidos presentes en el alimento. El objetivo de este proceso es aumentar la relación superficie-volumen de las partículas alimenticias, y así facilitar la acción de las enzimas digestivas sobre estas.

## Proceso de desplazamiento del bolo hacia el estómago
El bolo alimenticio, una vez dentro de la boca, es empujado por la lengua contra el paladar y luego hacia la faringe. El bolo es deglutido de una sola vez, hecho que es realizado de manera consciente y voluntaria.
Después se suceden diversas acciones automáticas (reflejos): las paredes del esófago se contraen y propulsan el alimento hacia el estómago, mientras que el velo del paladar se eleva evitando que el bolo alimenticio pase a las fosas nasales. La epiglotis, por su parte, es un cartílago que actúa como válvula, y tapona la laringe para que el bolo no entre en las vías respiratorias. 
Ya en el esófago, una serie de contracciones musculares secuenciales de las bases del órgano, llamadas movimiento peristáltico, hacen que el alimento descienda finalmente hasta el estómago, pasando a través del cardias.
 
La peristalsis fue descrita por Bayless y Starling hace 120 años, cuando descubrieron que el proceso de inhibición/relajación inicial, seguido de excitación/contracción son las características distintivas del peristaltismo.
Una vez en el estómago, el bolo entra en contacto con los jugos gástricos, compuestos por agua, ácido clorhídrico, rennina (ácido que degrada la leche), mucina y pepsina. Al cabo de 1 a 5 horas, el factor intrínseco junto con los movimientos peristálticos convierten el bolo en un líquido llamado quimo. Luego las ondas de contracción empujan el quimo hacia el píloro, donde entra dentro del intestino delgado.